# Anisopodus costaricensis
Anisopodus costaricensis là một loài bọ cánh cứng trong họ Cerambycidae.